# Machimus lepturus
Machimus lepturus är en tvåvingeart som beskrevs av Gerstaecker 1871. Machimus lepturus ingår i släktet Machimus och familjen rovflugor. Inga underarter finns listade i Catalogue of Life.